# Climax (canção de Usher)
"Climax" é uma canção do cantor e compositor de rhythm and blues (R&B) norte-americano Usher. Foi lançada para as rádios americanas em 21 de Fevereiro, e para vendas digitais a 23 de Fevereiro de 2012 pela editora discográfica RCA Records como o primeiro single do seu sétimo álbum de estúdio, Looking for Myself (2012). Foi escrita pelo cantor, Ariel Rechtshaid, Johnny Natural, Sean Fenton, e Diplo, e produzida pelo último, pelo primeiro, e Redd Stylez. Musicalmente, é uma música dos géneros musicais R&B contemporâneo, soul, electrónica, e quiet storm.
Geralmente, foi bem recebida pelos críticos de música contemporânea especializados, com muitos deles notando que "Climax" é a primeira obra do artista a misturar R&B/Soul com música electrónica. Nos Estados Unidos, estreou no número oitenta e um da tabela musical Billboard Hot 100, vendendo somente 31 mil cópias digitais, de acordo com os dados publicados em 31 de Março de 2012. Após estrear na trigésima nona posição da Hot R&B/Hip-Hop Songs, atingiu o primeiro lugar da tabela em 28 de Abril, tornando-se no seu décimo segundo single a atingir tal posto na tabela.
O vídeo musical acompanhante teve seu lançamento em 9 de Março de 2012 no perfil oficial de Usher do Vevo. Filmado na cidade de Atlanta, Geórgia sob a direcção de Sam Pilling, mostra o intérprete sentado no banco frontal direito de um automóvel, pensando se deve entrar na residência da sua ex-namorada e reacender o seu caso amoroso.

## Alinhamento de faixas
| Download digital |          |                                                                            |                                      |         |  |
| N.º              | Título   | Compositor(es)                                                             | Produtor(es)                         | Duração |  |
| 1.               | "Climax" | Ariel Rechtshaid, Johnny Natural, Sean Fenton, Usher Raymond, Wesley Pentz | Ariel Rechtshaid, Redd Stylez, Diplo | 3:53    |  |

| CD single |          |                                                                            |                                      |         |  |
| N.º       | Título   | Compositor(es)                                                             | Produtor(es)                         | Duração |  |
| 1.        | "Climax" | Ariel Rechtshaid, Johnny Natural, Sean Fenton, Usher Raymond, Wesley Pentz | Ariel Rechtshaid, Redd Stylez, Diplo | 3:53    |  |

## Créditos
- Ariel Rechtshaid — composição
- Johnny Natural — composição
- Sean Fenton — composição
- Usher Raymond — composição, vocais principais
- Wesley Pentz — composição, produção
- Redd Stylez — produção

## Desempenho nas tabelas musicais
| País — Tabela musical (2012)                                 | Posição de pico |
| ------------------------------------------------------------ | --------------- |
| Austrália — ARIA Charts                                      | 29              |
| Austrália — ARIA Urban Singles Chart                         | 15              |
| Áustria — Ö3 Austria Top 7                                   | 44              |
| Bélgica (Flandres) — Ultratop 50                             | 8               |
| Bélgica (Valónia) — Ultratop 40                              | 9               |
| Canadá — Canadian Hot 100                                    | 96              |
| Escócia — (The Official Charts Company)                      | 9               |
| Estados Unidos — Billboard Hot 100                           | 25              |
| Estados Unidos — Pop Songs (Billboard)                       | 36              |
| Estados Unidos — Hot R&B/Hip-Hop Songs (Billboard)           | 1               |
| Dinamarca — Hitlisten                                        | 39              |
| Irlanda — Irish Recorded Music Association                   | 77              |
| Reino Unido — UK R&B Chart (The Official Charts Company)     | 1               |
| Reino Unido — UK Singles Chart (The Official Charts Company) | 4               |

## Histórico de lançamento

### Entrada nas radios
| Região         | Data                    | Formato            | Editora discográfica |
| -------------- | ----------------------- | ------------------ | -------------------- |
| Estados Unidos | 21 de fevereiro de 2012 | Urban contemporary | RCA Records          |
| Estados Unidos | 13 de março de 2012     | Top 40/Mainstream  | RCA Records          |

### Lançamento para vendas
| Região      | Data                    | Formato          | Editora discográfica |
| ----------- | ----------------------- | ---------------- | -------------------- |
| Mundo       | 22 de fevereiro de 2012 | Download digital | RCA Records          |
| Reino Unido | 8 de abril de 2012      | Download digital | RCA Records          |